# Lu Li-Hua
Lu Li-Hua es una deportista taiwanesa que compitió en levantamiento de potencia adaptado. Ganó una medalla de bronce en los Juegos Paralímpicos de Sídney 2000 en la categoría de –44 kg.

## Palmarés internacional
| Juegos Paralímpicos | Juegos Paralímpicos | Juegos Paralímpicos | Juegos Paralímpicos |
| Año                 | Lugar               | Medalla             | Categoría           |
| ------------------- | ------------------- | ------------------- | ------------------- |
| 2000                | Sídney (Australia)  | Medalla de bronce   | –44 kg              |